# 임운
임운(任惲, ? ~ 기원전 25년)은 전한 후기의 제후로, 태상 임천추의 아들이다.

## 생애
하평 3년(기원전 26년), 임천추의 뒤를 이어 익양후(弋陽侯)에 봉해졌다.
익양원후 2년(기원전 25년)에 죽으니 시호를 원(願)이라 하였고, 아들 임잠이 작위를 이었다.

## 출전
- 반고, 《한서》 권17 경무소선원성공신표

| 선대 아버지 익양강후 임천추 | 전한의 익양후 기원전 26년 ~ 기원전 25년 | 후대 아들 익양효후 임잠 |